# 西浦智仁
西浦 智仁（にしうら ともひと）は、主にゲームミュージックを手掛ける日本の作曲家、サウンドディレクター。レベルファイブ所属。
レベルファイブ制作のゲームタイトルの多くに関わっており、レイトン教授シリーズのほぼ全曲の作曲を担当、2009年公開の劇場版レイトン教授と永遠の歌姫では映画音楽を制作した。

## 作品

### ゲーム
- 2001年 - ダーククラウド
- 2003年 - ダーククロニクル
- 2006年 - ローグギャラクシー
- 2007年 - レイトン教授と不思議な町、レイトン教授と悪魔の箱
- 2008年 - レイトン教授と最後の時間旅行
- 2009年 - レイトン教授と魔神の笛
- 2011年 - レイトン教授と奇跡の仮面
- 2013年 - レイトン教授と超文明Aの遺産
- 2017年 - レイトン ミステリージャーニー カトリーエイルと大富豪の陰謀

### 映画
- 2009年 - レイトン教授と永遠の歌姫

### テレビアニメ
- レイトン ミステリー探偵社 〜カトリーのナゾトキファイル〜（2018年 - 2019年）
- ずま（虹色侍）「MUSASHI」（2021年、作曲） - 『メガトン級ムサシ』オープニングテーマ